# Journal of the Brazilian Chemical Society
Journal of the Brazilian Chemical Society (abrégé en J. Braz. Chem. Soc.) est une revue scientifique mensuelle à comité de lecture qui publie en libre accès depuis 1990 des articles concernant tous les domaines de la chimie.
D'après le Journal Citation Reports, le facteur d'impact de ce journal était de 1,129 en 2014. Actuellement, les directeurs de publication sont Angelo da Cunha Pinto, Jailson B. de Andrade, Jaísa Fernandes Soares, Luiz Carlos Dias et Roberto M. Torresi.